# Emil Hakl
Emil Hakl właściwie Jan Beneš (ur. 25 marca 1958 w Pradze) – czeski pisarz, poeta i prozaik.

## Życiorys
Studiował w Konserwatorium Jaroslava Ježka. Od 1981 pracował w różnych zawodach, m.in. jako bibliotekarz, magazynier, mechanik. W drugiej połowie lat 90. był copywriterem, a także redaktorem w kilku czasopismach. Zajmował się adaptowaniem tekstów na potrzeby scen teatralnych. Mieszka w Pradze.
W Polsce ukazała się jego nowela z 2002, O rodzicach i dzieciach. Jest zapisem wieczornej wędrówki po praskich uliczkach i knajpach pary bohaterów – siedemdziesięcioletniego ojca z czterdziestoletnim synem. Prowadzą oni rozmowy o życiu, przede wszystkim o kobietach i alkoholach. Książka została wyróżniona nagrodą Magnesia Litera, a w 2008 sfilmowana przez Vladimíra Michálka.

## Twórczość
- Rozpojená slova (1991, zbiór wierszy)
- Zkušební trylky z Marsu (2000, zbiór wierszy)
- Konec světa (2001)
- Intimní schránka Sabriny Black (2002)
- O rodzicach i dzieciach (O rodičích a dětech 2002, nowela) Pogranicze, 2007, ISBN 978-83-86872-90-9, tłum. Jan Stachowski
- O létajících objektech (2004)
- Let čarodějnice (2008, powieść)
- Pravidla směšného chování (2010), polskie wydanie: Zasady śmiesznego zachowania, Afera, 2013, ISBN 978-83-932120-8-8, tłum. Julia Różewicz
- Skutečná událost (2013)